# 神戸電気鉄道800系電車
神戸電気鉄道800系電車（こうべでんきてつどう800けいでんしゃ）は、神戸電気鉄道（現・神戸電鉄）が過去に保有していた通勤形電車。旧型車の機器を流用した車体更新車の各形式を総称した系列である。

## 概要
開業当時の1928年 - 1929年より運用されていたデ1形・デニ11形・デ101形・デト1001形は登場から30年以上経過し、経年による車体の老朽化が進んでいた。これら旧型車の主要機器を再整備の上で、高性能車と同一の車体への更新によって誕生したのがデ800形、デ850形、デ810形、デ860形の各形式である。川崎車輌にて合計17両が更新され、神戸電鉄の営業用車両における最後の吊り掛け駆動車となった。
片開き扉車はデ310形と同一車体であり、1962年から1964年にかけて片運転台のデ800形4編成8両、両運転台のデ850形2両が誕生した。1965年からは高性能車の新製が両開き扉のデ1000形に移行したことから、更新車も両開き扉へのモデルチェンジが図られ、1965年に片運転台のデ810形1編成2両、1966年から1968年にかけて両運転台のデ860形5両が更新されている。

## 構造

### 車体

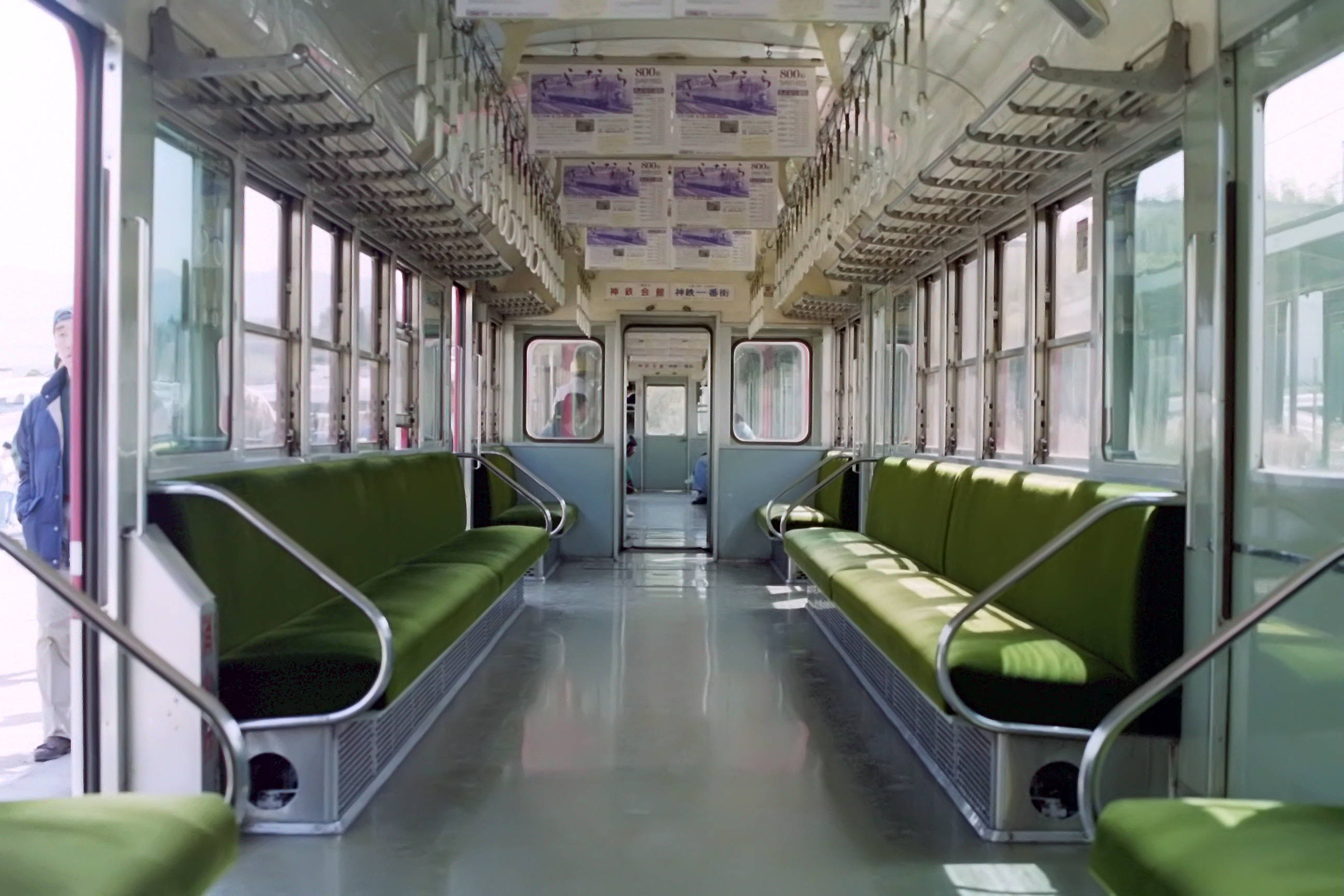
デ802 車内

いずれの車両も高性能車と同一の18 m級鋼製車体を有し、前面形状は貫通型の3枚窓、車内はロングシートとなっている。塗装はデ300形と同様、グレーの地色に窓周りがオレンジのツートンカラーが採用されている。
デ800形・デ850形は1,200 mm幅の片開き扉、幅1,000 mmの上段下降、下段上昇式2段窓を備える。窓配置は片運転台のデ800形がd2D (1) 4 (1) D3、両運転台のデ850形がd2D (1) 4 (1) D2dである。デ810形・デ860形は1,400 mm幅の両開き2扉、窓配置はデ810形がd2D6D3、デ860形がd2D6D2dとなっている。なお、1968年7月に更新された865はデ1050形と同様の片運転台車となり、有馬方に簡易運転台を備えていた。

### 主要機器
主電動機は旧型車からの流用品を再整備し出力を増強、歯車比を変更したMB-146-A2G（110 kW・歯車比63:20）を各台車に2基、1両で合計4基を搭載する。制御装置は間接非自動制御方式の三菱電機製HB型を各車に搭載し、1両ごとに制御する1C4M方式を採用している。ブレーキ装置には同じく旧型車から流用した直通空気ブレーキSMEが設置された。
2両ユニットを組むデ800形、デ810形は有馬方の奇数車に空気圧縮機 (CP) を、神戸方の偶数車に電動発電機 (MG) を分散して配置しているため1両での走行は出来ない。デ850形、デ860形は1両に各種機器を搭載しているため、単独走行が可能である。
台車は新造されており、デ800形の初期車3編成が近畿車輛製シュリーレン式台車KD-45を、1964年更新の807編成より川崎車輛製のウイングバネ式台車である川崎641に変更した。いずれも軸間距離は2,300 mm、車輪径は910 mmである。この807編成からは正面の種別・行先表示幕も初採用された。
パンタグラフは神戸向き運転台の屋根上に設けられている。当初は三菱製のS-514-Xを搭載していたが、後に東洋電機製のPT-4209への交換が実施された。

## 運用
登場当初は2両編成を基本に1両を増結する形の運用が見られたが、1970年代以降は利用客の増加から3両編成が中心となった。その後固定編成化が行われたが、全17両から3両編成5本を組成した際に余剰となったデ864・865の2両が1972年11月に1100系の付随車サ1200形1212・1213に改造編入された。
固定編成化後、先頭に出ない中間運転台の機器類が撤去された。ブレーキ装置がSMEのため最大3両編成に制限され走行性能も劣ることから、800系独自の運用（K3連運用）を設定するなど、運用上の制約も大きかった。末期は粟生線の志染以西での運用が中心となっていた。
冷房化は行われず、1991年より1500系、2000系への置き換えによって廃車が進んだ。1993年3月21日に実施されたさよなら運転をもって全車が引退、神戸電鉄から営業用の吊り掛け駆動車は消滅した。

## 編成
| デ801 |  | デ808 |
| デ801 |  | デ808 |

| デ852 |  | デ861 |
| デ852 |  | デ861 |

3両固定化以降の編成を以下に示す。括弧内は車体更新以前の車番。また、809-810は欠番となっている。
| ← 三田・粟生新開地 → |                  |                |
| Mc                   | M                | Mc             |
| 801 （デ3）          | 802 （デト1001） | 861 （デ2）    |
| 803 （デ1）          | 804 （デニ14）   | 862 （デ5）    |
| 805 （デ7）          | 806 （デニ12）   | 863 （デ4）    |
| 807 （デ110）        | 808 （デニ11）   | 852 （デニ13） |
| 811 （デ6）          | 812 （デ8）      | 851 （デ10）   |

デ1100形への改造車組込編成
| ← 三田・粟生新開地 → |                    |      |
| Mc                   | T                  | Mc   |
| 1123                 | 1212 （デ9→864）   | 1124 |
| 1125                 | 1213 （デ107→865） | 1126 |